# Antichi testi romanzi
Sono così chiamati i più antichi documenti scritti che attestano la nascita delle lingue romanze.

## Elenco
- Area iberoromanza:
  - Glosse emilianensi, X s.d.C.
  - Nodicia de Kesos, fine X s.d.C.

- Area galloromanza:
  - Giuramenti di Strasburgo, 842 d.C.
  - Cantilena di Santa Eulalia, 881-882 d.C. ?

- Area italoromanza:
  - Indovinello veronese, VIII s.d.C.
  - Iscrizione della catacomba di Commodilla (Roma), IX s.d.C.
  - Placiti campani, 960-963 d.C.

- Area retoromanza:
  - Annotazione del manoscritto di Würzburg, X-XI s.D.C.